# Haakon Sæthre
Haakon Sæthre (ur. 20 października 1891 w Fanie, zm. 9 lutego 1945 w Oslo) – norweski lekarz neurolog i psychiatra. Jako jeden z pierwszych przedstawił opis zespołu wad wrodzonych, znanego dziś jako zespół Sæthrego-Chotzena.
Tytuł doktora medycyny otrzymał w 1918 roku. Przez sześć miesięcy uczył się u Roberta Bárány'ego, następnie wyjechał za granicę uzupełniać studia w Danii i Francji. Specjalizował się w neurologii i psychiatrii. Od 1922 prowadził prywatną praktykę w Oslo. W 1933 został ordynatorem oddziału psychiatrycznego szpitala Ullevål.
Brał udział w norweskim ruchu oporu i czynnie uczestniczył w pomocy Żydom, pomagając im w ucieczce do Szwecji. W lutym 1945 roku został aresztowany i rozstrzelany przez nazistów w odwecie za śmierć niemieckiego oficera policji Karla Marthinsena, zabitego przez członków organizacji Milorg dzień wcześniej.
W 1947 utworzono fundusz stypendialny jego imienia. Na jego cześć nazwano też ulicę w Bergen (Håkon Sæthres veg).

## Wybrane prace
- Ørnulv Ødegård, Haakon Sæthre, Alex Brinchmann: Mentalhygiene. Oslo: Gyldendal, 1941